# Glam Nation Tour
Tournées par Adam Lambert
Avec American Idol en 2009
The Glam Nation Tour (également connu sous le nom GlamNation International), est la première tournée à travers le monde du chanteur américain Adam Lambert pour son premier album, For Your Entertainment. La tournée inclus plus de 100 spectacles en Amérique du Nord, en Asie, en Australie et en Europe.
Le DVD de la tournée est sorti le 22 mars 2011 en France, intitulé Glam Nation Live.

## Présentation
La tournée a été annoncée officiellement le 28 avril 2010 via le site Internet d'Adam Lambert. Pour décrire la tournée, il a déclaré :
« J'espère que le public sera en mesure de tomber pendant quelques heures dans le monde du glam rock, le théâtre et l'excitation...je suis convaincu que nous avons mis en place un spectacle bien au-delà du prix du billet. J'ai hâte de communiquer avec tous mes fans à travers le monde. »
Son amie Allison Iraheta, connaissance d'American Idol, rejoint Adam sur scène, ainsi qu'Orianthi. En juillet, Orianthi n'est pas venu de nombreuses fois, elle a dû donc quitter la tournée.

## Programme
1. For Your Entertainment (Introduction)
2. Voodoo
3. Down the Rabbit Hole
4. Ring of Fire
5. Fever
6. Sleepwalker
7. Soaked
8. Whataya Want from Me
9. Aftermath
10. Sure Fire Winners
11. Strut
12. Music Again
13. Broken Open
14. If I Had You

1. Mad World
2. Whole Lotta Love
3. 20th Century Boy
4. Enter Sandman
5. Purple Haze
6. A Change Is Gonna come

### Pays visités
- États-Unis
- Canada
- France
- Singapour
- Japon
- Philippines
- Chine
- Malaisie
- Nouvelle-Zélande
- Australie
- Finlande
- Norvège
- Suède
- Allemagne
- Danemark
- Pays-Bas
- Autriche
- Suisse
- Italie
- Angleterre
- Écosse
- Irlande